# Инженерия знаний
Инженерия знаний (англ. knowledge engineering) — входит в область наук об искусственном интеллекте, связана с разработкой экспертных систем и баз знаний. Относится ко всем техническим, научным и социальным аспектам, связанным с построением, поддержкой и применением систем, использующих знания. Изучает методы и средства извлечения, представления, структурирования и использования знаний до программной реализации компонентов системы. Инженерия знаний применяется в менеджменте знаний для организации сбора, накопления, хранения и использования знаний организации в стратегии управления знаниями, ориентированную на кодификацию знаний.

## Определения
Инженерия знаний (ИЗ) была определена Альбертом Фейгенбаумом и Памелой МакКордак в 1983 году как:
«ИЗ — раздел (дисциплина) инженерии, направленный на внедрение знаний в компьютерные системы для решения сложных задач, обычно требующих богатого человеческого опыта».
В настоящее время это также предполагает создание и обслуживание подобных систем (Кендэл, 2007). Это также тесно соприкасается с разработкой программного обеспечения и используется во многих информационных исследованиях, например таких, как исследования искусственного интеллекта, включая базы знаний, сбор данных, экспертные системы, системы поддержки принятия решений и географические информационные системы. ИЗ связана с математической логикой, также используемой в разных научных дисциплинах, например, в социологии, где целью исследований понимание социального поведения людей, анализ логики взаимоотношения людей в обществе.
Инженерия знаний включает применение единой стратегии, которая может быть реализована с помощью технических средств на этапе сбора и обработки данных. Она тесно связана и находит применение в системе автоматизированного проектирования (CAD). Инжиниринг, основанный на знаниях, объединяет по принципам объективной ориентации и правилам с CAD и другими традиционными инструментами инженерного программного обеспечения.
В конце 1960-х и начале 1970-х годов в Стенфордском университете была создана система DENDRAL, а позднее — MYCIN. Это экспертные системы, которые хранят знания специалистов и используют эти данные для решения различных задач, извлекая необходимую информацию из хранилища. Профессор Э.Фейгенбаум был одним из создателей таких систем и выдвинул для экспертных систем хранения экспертных данных название «инженерия знаний».

## Технологии инженерии знаний
При разработке систем искусственного интеллекта, выделяют три главные составляющие предварительной обработки данных, которые в последующем передаются в машинную обработку: извлечение и упорядочение (кодификация), структурирование и формализация. Фаза извлечения, или получения, знаний заключается в сборе разрозненных и противоречивых фрагментов и обрывков информации из различных источников, используемых организацией, в том числе в её документах. Структурирование, или концептуализация, заключается в переработке данных и формировании из них единой модели, которую называют полем знаний или ментальной моделью. Фаза формализации заключается в переводе этой информации на специализированный язык программирования.
Существуют два подхода для осуществления инженерии знаний: использование традиционных методологий разработки ПО или индивидуальных методологий для построения экспертных систем.
Инженерия знаний включает пассивные и активные коммуникативные методы сбора информации. Названия методов условно, так пассивные методы требуют от специалиста не меньших трудовых затрат, чем активные. К пассивным методам относят:
- наблюдение (за реальным процессом или его имитацией);
- анализ протоколов «мыслей вслух», или вербальные отчеты (демонстрация цепочки размышлений);
- исследование научной информации.

К индивидуальным активным методам сбора информации для процесса инженерии знаний относят:
- анкетирование (стандартизированный, жесткий метод);
- интервью (специфическая форма общения инженера по знаниям и эксперта по списку заранее подготовленных вопросов)
- свободный диалог (нет регламентированного плана).

Также есть коллективные активные методы:
- круглый стол (коллективное обсуждение по плану с заранее подготовленными темами);
- «мозговой штурм» (позволяет раскрепостить участников и включить творческий подход);
- экспертные игры (это деловые игры, которые используются при подготовке специалистов и моделировании ситуаций, их проигрывании для представления наиболее вероятного результата и получения информации; или компьютерные игры, зачастую применяемые в обучении).

Полученные знания могут быть сохранены при помощи программирования базы знаний.

## Примеры
Пример действия системы, базирующейся на ИЗ:
- Рассмотрение задачи
- Запрос к базам данных по задаче
- Внесение и структурирование полученной информации (IPK-модель, IPK — Information, Preferences, Knowledge)
- Создание базы данных по структурированной информации
- Тестирование полученной информации
- Внесение корректировок и доработка системы.

ИЗ имеет практическое применение. В США до 90 % кредитных решений по клиентам розничного банковского бизнеса принимается с использованием экспертных систем на основе баз знаний FICO. Подразделом ИЗ является метаинженерия знаний, пригодная для разработки ИИ.
Инженерия знаний может быть использована при разработке баз данных электронной коммерции. Не вся товарная матрица представлена в интернете, некоторый ассортимент является уникальным и требует сбора, формализации и структурирования с вычленением каталога с разделами и подразделами, а также с определением внутренних фильтров и сортировок.

## Принципы
С середины 1980-х в ИЗ появилось несколько принципов, методов и инструментов, которые облегчили процесс получения знаний и работы с ними. Вот некоторые из них:
- Существуют разного рода типы знаний[10], и для работы с ними должны использоваться конкретные методы и техника[11].
- Существуют различные типы экспертов и опыта[какие?]. Для работы с ними должны использоваться определённые методы и техника[какие?].
- Существуют разные способы предоставления, использования, понимания знаний[какие?] и работа с ними может помочь переосмыслить и использовать уже имеющиеся знания по-новому.

В инженерии знаний используются методы структурирования знаний для убыстрения процесса получения и работы со знаниями.

## Проблематика
Организация сбора, накопления, хранения, обработки и предоставления знаний является целью менеджмента знаний, представляющего собой часть современного менеджмента. Различные специалисты меняют место работы, вместе с этим компании теряют накопленный за время работы сотрудника интеллектуальный капитал. Для предотвращения подобных случаев, на предприятиях стали разрабатывать и внедрять правила загрузки данных. Информация может вноситься в специально разработанные программы для внутреннего пользования или приобретенные системы (бухгалтерские системы, ERP, CRM, VDS), что позволяет не только сохранить данные в структурированном виде, заданном аналитиком, но также выгружать их при необходимости.

## Теории
- Трансляционная (традиционная): предполагает прямой перенос человеческих знаний в машину.
- Модельная (альтернативный взгляд): предполагает моделирование задачи и её способов решения самой системой ИИ.
- Гибридные.